# Saint-Martin-d'Auxy
Saint-Martin-d'Auxy é uma comuna francesa na região administrativa de Borgonha-Franco-Condado, no departamento Saône-et-Loire. Estende-se por uma área de 7 km². Em 2010 a comuna tinha 124 habitantes (densidade: 17,7 hab./km²).